# Crystal Palace (stacja kolejowa)
Crystal Palace – stacja kolejowa w Londynie, na terenie London Borough of Bromley, zarządzana i obsługiwana przez London Overground jako część East London Line. Na stacji zatrzymują się również pociągi firmy Southern. Bryła budynku stacji nawiązuje do wyglądu zniszczonego w pożarze w 1936 roku Kryształowego Pałacu, od którego stacja (i cała okolica) czerpie swą nazwę. W roku statystycznym 2008/09 ze stacji skorzystało ok. 1,62 mln pasażerów.